# Inscription édilitaire de Carthage
Vous lisez un « bon article » labellisé en 2014.
L'inscription édilitaire de Carthage est une inscription lapidaire en langue punique, utilisant l'alphabet phénicien, découverte sur le site archéologique de Carthage dans les années 1960 et conservée au musée national de Carthage.
Retrouvée parmi des éléments d'époque romaine, cette inscription est fondamentale pour la connaissance des institutions et de l'urbanisme de Carthage à l'époque punique ; elle évoque des magistrats et toute une frange de la population, corporations et artisans.
Sa datation varie en fonction des spécialistes, allant du IVe au IIe siècle av. J.-C. Le texte évoque des travaux réalisés dans la ville mais leur nature exacte n'est pas établie de manière certaine du fait de la difficulté de lecture de la langue phénicienne et des lacunes du document.

## Découverte et contexte archéologique
L'inscription est découverte en 1964, lors de fouilles menées par Ammar Mahjoubi, à environ 100 mètres à l'ouest de la gare TGM de Carthage et à 300 mètres du quartier des potiers situé dans l'actuel parc archéologique des thermes d'Antonin. Elle est alors mêlée aux déblais d'une construction romaine tardive, « parmi une couche de remblais recouvrant un pavement de mosaïque du IVe siècle apr. J.-C. », et n'a donc pas été retrouvée in situ.

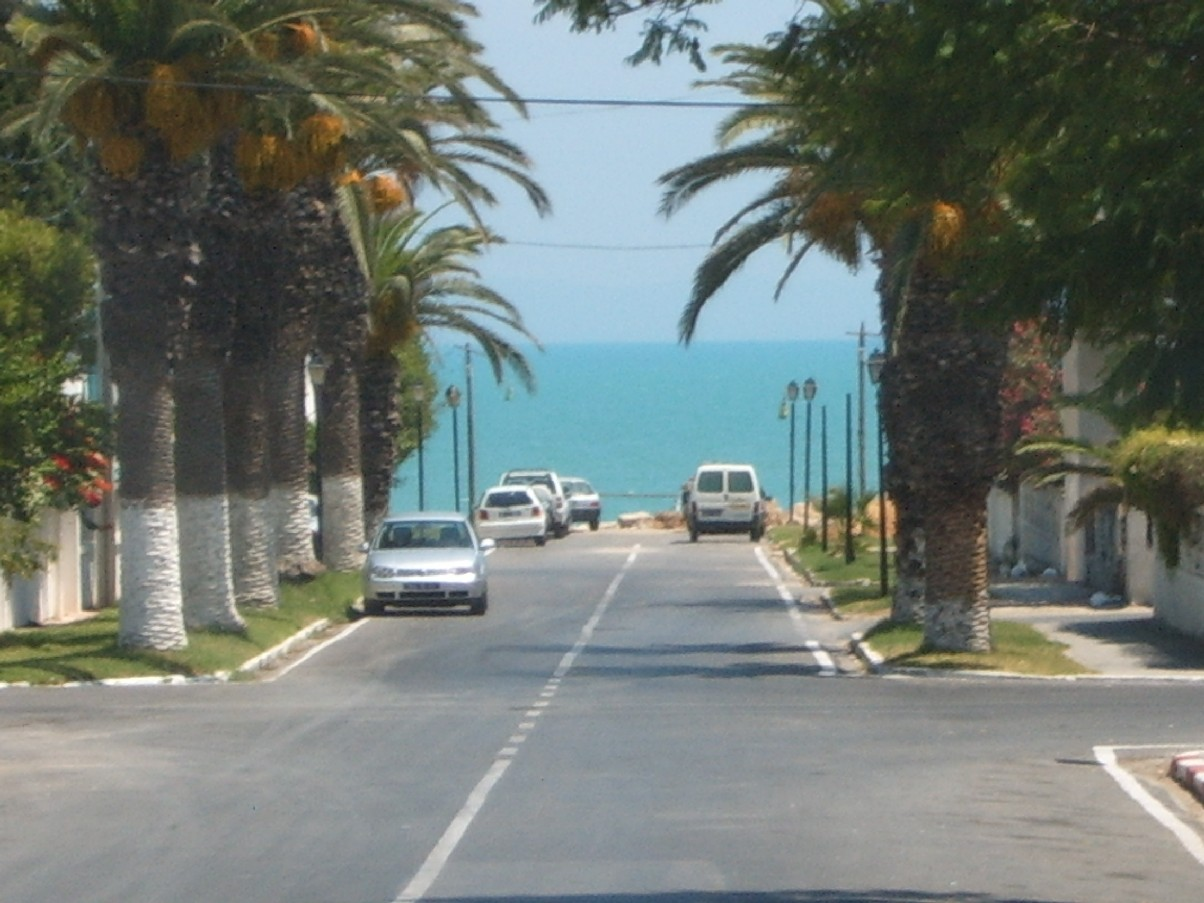
Une avenue de la Carthage contemporaine.

Ce lieu ne saurait en aucune façon aider et limite même l'interprétation sur son environnement. En effet, la topographie de Carthage à l'époque phénico-punique est très mal connue, en particulier du fait de la destruction de la ville lors de la troisième guerre punique et de la renaissance de la cité à l'époque romaine, même si des progrès notables ont été réalisés dans ce domaine depuis les fouilles menées dans le cadre de la campagne de l'Unesco dans les années 1970, avec le dégagement du quartier Magon et la mise en valeur du quartier Hannibal de la colline de Byrsa.

## Inscription

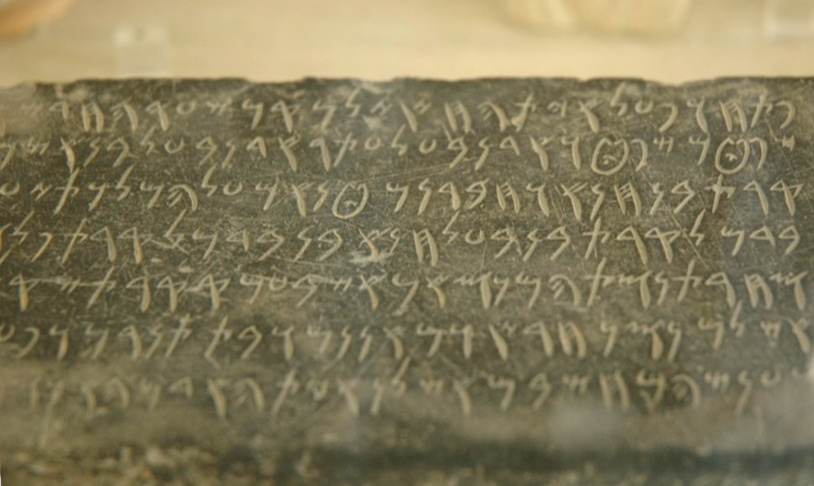
Vue détaillée de l'inscription.

L'inscription est gravée sur du marbre noir (?) ou plus probablement du calcaire noir ; elle mesure, lors de sa découverte, vingt-cinq centimètres sur onze avec une épaisseur de cinquante centimètres, et comporte sept lignes de texte. Toutefois, une lacune sur la partie gauche, estimée à un tiers de la largeur de l'inscription originale, entraîne une difficulté dans la compréhension du texte car il manque la fin des phrases, l'alphabet phénicien s'écrivant de droite à gauche. Les linguistes ne sont pas d'accord sur la restitution du texte ; André Dupont-Sommer a placé de nombreux points d'interrogation, évoquant même des « conjectures ».
L'inscription évoque les deux magistrats principaux de la cité, les suffètes.
Punique
1. ptḥ wpʿl ʾyt hḥṣ z lmqm šʿr hḥdš ʾš kn bḥ[mt drm ʿm qrtḥdšt bšt]
2. špṭm špṭ wʾdnbʿl ʿtr ʾdnbʿl bn ʾšmnḥlṣ bn b[…… w…… bn bdml]
3. qrt bn ḥnʾ wḥbrnm ṭnʾm ʿl mmlkt z ʿbdmlqrt [bn …… bn … bʿl ḥrš]
4. bdmlqrt bn bʿlḥnʾ bn bdmlqrt pls yhwʾln ʾḥ̊ [bdmlqrt ḥṣb wʿml by kl]
5. sḥrt nst hmksʾm ʾš bʿmq qrt šql mḥtt wʾš ʾẙ[ ksp wʾy ḥrṣ lm wʾp]
6. ʾš lm nsk ḥrṣ wmʾnnm wbt tnrm wpʿl sdlm ʾhdy ẘ[ʾm ymḥ ʾš ʾyt hspr z]
7. wʿnš hmḥšbm ʾš ln ʾyt hʾdm hʾ ksp ʾlp|lp ʿl mnm̊ [ X bmḥr hspr][13].

Français
1. A ouvert et fait cette rue-ci, en direction de la place de la Porte Neuve qui se trouve dans le m[ur méridional (?), le peuple de Carthage, en l'année]
2. des suffètes Šafat et Adonibaʻal, au temps de la magistrature (?) de Adonibaʻal fils de Ešmounḥillèṣ fils de B[…… et de …… fils de Bodmel]
3. qart fils de Ḥanno et de leurs collègues. (Furent) préposés à ce travail-ci : ʻAbdmelqart [fils de …… fils de …, (en tant que) maître d'œuvre (?)] ;
4. Bodmelqart fils de Baʻalḥanno fils de Bodmelqart, (en tant qu') ingénieur des routes ; Yeḥawwiʼélôn frère [de Bodmelqart, (en tant que) carrier (?)]. [Et travaillèrent à cela tous]
5. les marchands, les porteurs, les emballeurs (?) qui sont dans la plaine de la ville, les peseurs de petite monnaie (?), et [ceux] qui n'ont point [d'argent (?) ni d'or (?) et aussi]
6. ceux qui (en) ont, les fondeurs d'or, et les artisans du vase (?) et (le personnel) des ateliers à fours, et les fabricants de sandales (?), (tous) ensemble. Et [si quelqu'un efface cette inscription-ci],
7. nos comptables puniront cet homme-là d'une amende de mille (sicles d')argent — 1 millier —, en sus de [X] mines (?) [pour le prix de l'inscription (?)][13].

Dupont-Sommer distingue quatre parties dans l'inscription : la première concerne l'évocation des travaux qui ont eu lieu dans la cité punique. La deuxième est l'énumération des conducteurs de ces travaux édilitaires. Dans la troisième phrase sont cités divers corps de métier, impliqués dans les travaux entrepris. Enfin, l'inscription se termine par une menace contre quiconque porterait atteinte à l'inscription.

## Datation et interprétations

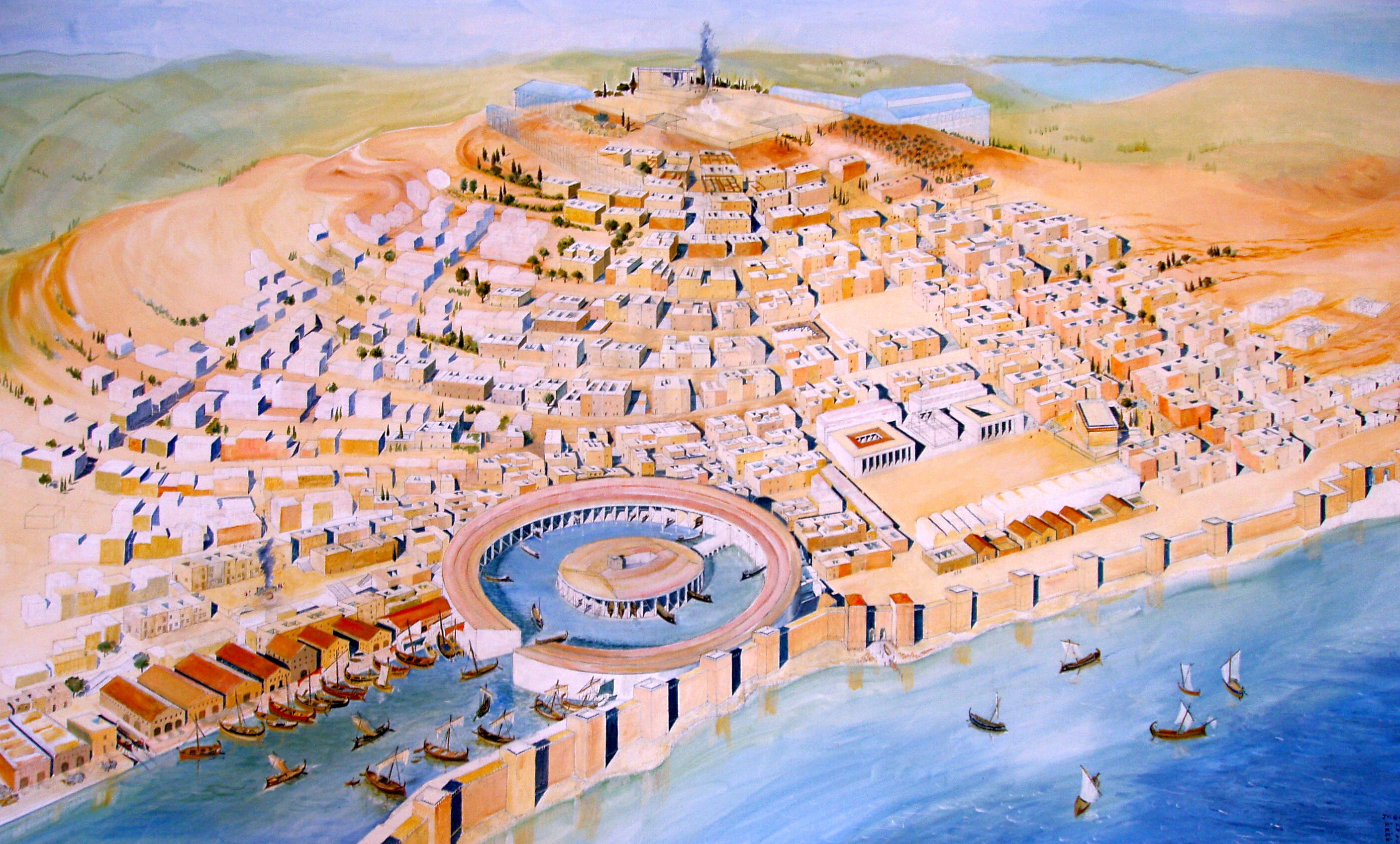
Représentation de la cité punique, l'agora est la vaste esplanade située à droite du port circulaire, la colline de Byrsa est peu représentée du fait de la grande imprécision de cet espace à l'époque punique.

La connaissance de la civilisation carthaginoise est, de façon générale, très dépendante de sources indirectes. Cette inscription est l'un des rares témoignages épigraphiques directs dont on dispose, autres que ceux issus du contexte funéraire  : « c'est l'unique texte punique à caractère civil et probablement édilitaire » selon Fantar. Il est exceptionnel de pouvoir analyser une pièce « qui ne soit ni funéraire ni religieuse ». L'inscription qui a un objectif commémoratif,, est aussi appelée « inscription urbanistique ».
Elle évoque également une ville basse dénommée « plaine de la ville », occupée en particulier par des artisans ou des commerçants, ainsi que les corporations ayant participé à l'opération. Cette inscription aide à la compréhension de la topographie de la cité punique, partagée, selon Diodore de Sicile, entre l'acropole située sur la colline de Byrsa et la ville basse proche des ports (outre le quartier périphérique nommé Mégara).
Salah-Eddine Tlatli la qualifie d'« importante contribution [...] aussi bien sur le plan de la topographie urbaine que sur celui de l'activité artisanale et peut-être même sur celui de ses institutions administratives ».

### Datation complexe et disputée

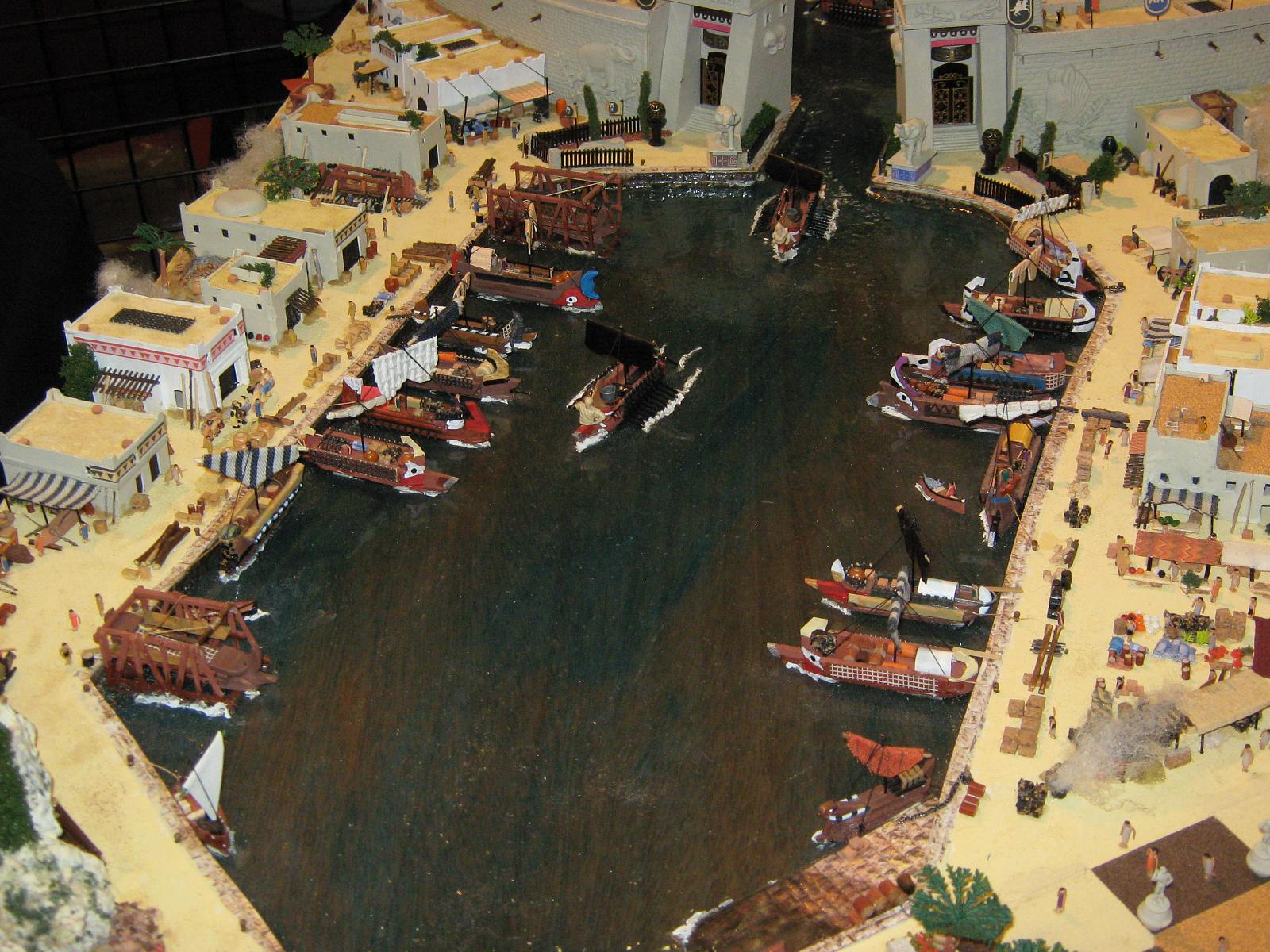
Maquette du port marchand de Carthage, aménagement datant sans doute de la seconde moitié du

La découverte est datée d'après la forme des lettres, de l'époque des guerres puniques, plus particulièrement (« probablement » selon Serge Lancel) du IIIe siècle av. J.-C.,, ou alors des IVe et IIIe siècles av. J.-C.,. Tlatli considère que l'évocation des « peseurs de petite monnaie » évoque une date postérieure à l'usage de la monnaie à Carthage, datée selon lui du IVe siècle av. J.-C. ; de même, la référence aux fours de potiers est intéressante car les fouilles au sein du parc archéologique des thermes d'Antonin ont permis de mettre au jour un quartier des potiers dénommé par les archéologues « quartier de Douimès » et daté du IIIe siècle av. J.-C.
Dupont-Sommer évoque l'« incertitude sur la date exacte de l'ouvrage » ; en effet la datation de l'inscription devait se trouver dans la partie perdue de la pierre. L'inscription est de l'époque hellénistique, période où les considérations liées à l'urbanisme gagnent tout le pourtour méditerranéen à partir d'Alexandrie ou Pergame, avec des rues larges et des places : « ce mouvement d'ensemble [...] amène les grandes cités méditerranéennes à rénover leur aspect et leur structure ». Jérôme Carcopino considère que la datation la plus probable est l'entre-deux-guerres entre les lendemains de la bataille de Zama et 148 av. J.-C., évoquant une « atmosphère d'union sacrée témoignant d'une même volonté de relèvement ».

### Travaux sur lesquels les spécialistes sont en désaccord
L'inscription évoque des travaux édilitaires d'importance, une nouvelle rue selon Dupont-Sommer, ou une muraille munie d'une porte,.
Maurice Sznycer penche pour des travaux de percement d'une porte dans l'enceinte de la cité, vers les ports ; selon lui, le texte évoque des droits de passage, des gens appartenant à diverses professions et des cas d'amendes.
Selon Fantar, elle évoque l'ouverture d'une rue qui passe par la place publique, agora de la cité punique, et arrive jusqu'à une porte de l'enceinte de la ville dénommée « Porte Neuve » (Shaar Hadesh en langue phénicienne).
Selon Dupont-Sommer, la voie traversait « la plaine de la ville », zone située entre la mer et l'acropole et « centre le plus intense du trafic commercial et de l'activité industrielle ». Cette rue devait avoir une longueur de 700 à 900 mètres. La Porte Neuve était percée, selon Dupont-Sommer, dans le rempart de la ville haute et, devant elle, se trouvait une place, siège de réunions variées, notamment politiques. Ces travaux étaient importants pour la cité tant pour l'activité commerciale que pour « la beauté et le renom de la grande métropole ». La plaque portant l'inscription était, pour sa part, située dans le quartier des ports.
Tlatli n'est pas d'accord avec le fait que la rue allait jusqu'à Byrsa, ni avec son point de départ dans la zone des ports. Selon lui, la cité s'était développée à partir des ports et allait vers Byrsa ; « cet espace intermédiaire était construit depuis trois à quatre siècles » au moment des travaux dont il est question dans le document. Selon lui, cette rue était périphérique et allait du quartier de Dermech vers la « dépression qui sépare la colline de Byrsa de celle de Junon » pour buter sur la place de la Porte Neuve. Le même auteur s'interroge sur la localisation de la place de la Porte Neuve, signalant que ce nom n'est pas forcément le signe d'une construction récente ; il indique aussi que certains éléments sont tirés de restitutions des lacunes donc très incertains. Il pense que la Porte Neuve avait été percée dans le rempart ouest « vers le VIe siècle av. J.-C. [...] sur le prolongement de l'actuelle avenue de la République, en contrebas de Byrsa ».

### Source d'informations sur les institutions de la cité punique et la maîtrise d'ouvrage des travaux

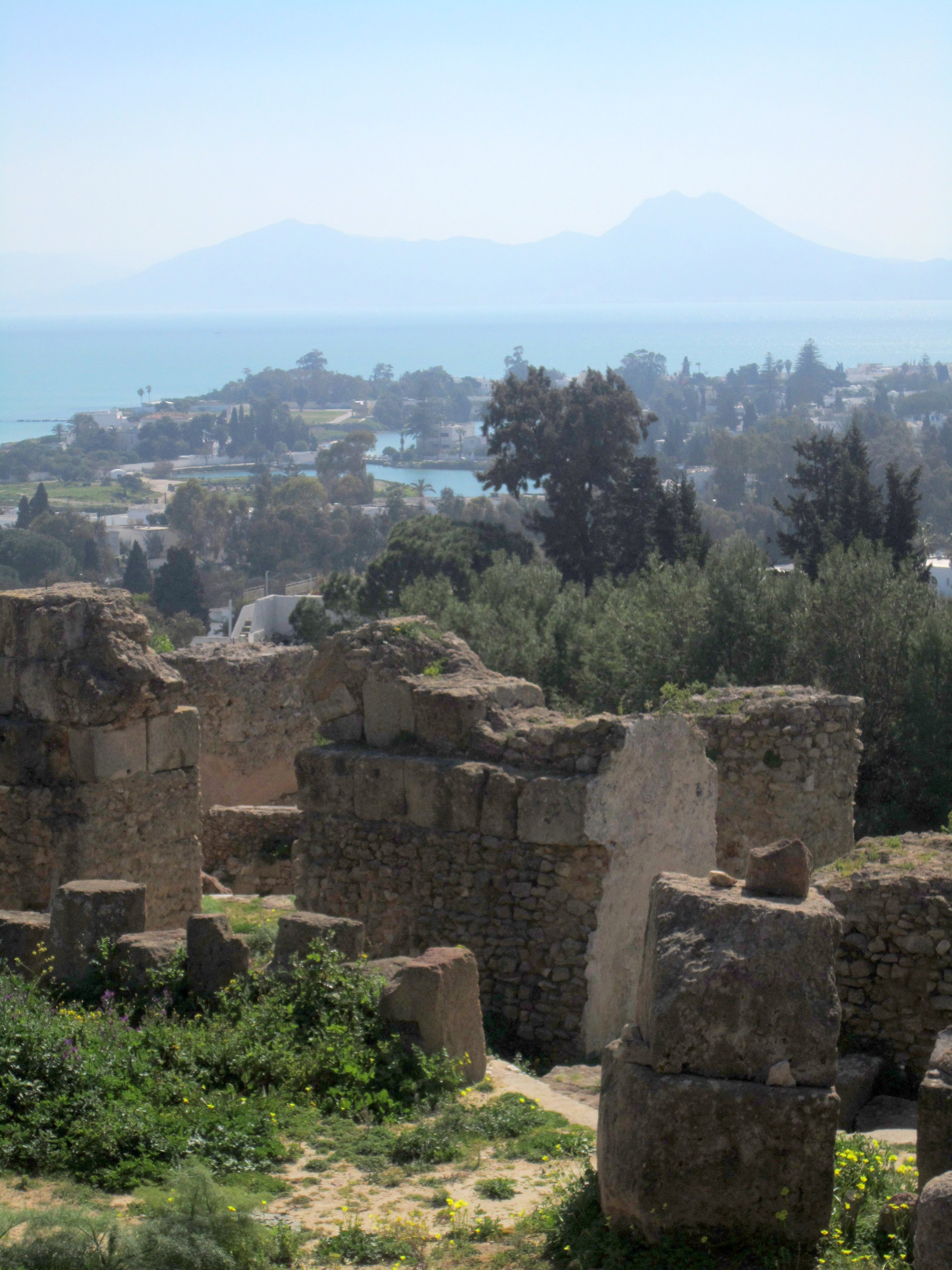
Vue de la plaine de Carthage et de la zone des ports puniques à partir de la colline de Byrsa, avec au loin le Bou Kournine.

Elle évoque un certain nombre de personnels publics, des magistrats et des techniciens,, dont des censeurs destinés à faire respecter la morale sur la voie publique et le marché.
L'inscription évoque deux suffètes, Safat et Adoniba'al, noms répandus à Carthage, mais le fait de citer les deux magistrats principaux est un cas unique dans la documentation dont on dispose.
Des magistrats spécialisés dans les travaux édilitaires sont cités ensuite ; ils sont sans doute l'équivalent des édiles romains nommés MHZM dans une inscription bilingue latine-punique de Tripolitaine.
Les trois personnes chargées des travaux ainsi que leur profession sont citées ainsi que des membres de leur famille permettant de les identifier. Du fait d'une lacune dans l'inscription, une seule profession est connue, PLS, signifiant, selon Dupont-Sommer, « ingénieur des routes » dans ce contexte précis. Les autres professionnels étaient peut-être un maître d'œuvre (B'L HRS), l'autre un tailleur de pierres ou un carrier (HSB), car les rues de la cité étaient dallées.
L'inscription se termine par une évocation de magistrats, des comptables publics, sanctionnant un délit qui figurait dans une zone perdue, même si Dupont-Sommer fait une proposition évoquant un effacement de l'inscription, délit connu sur d'autres inscriptions dont celle d'Ahiram. L'amende est élevée car l'acte était considéré comme sacrilège : « mille sicles, soit vingt mines, le tiers d'un talent » et une somme supplémentaire. Dupont-Sommer considère que le contrevenant devait payer l'amende et remplacer la dalle endommagée, et envisage la fin perdue du texte.

### Source d'informations sur l'économie et la société punique
Certaines corporations auraient participé au financement du projet.
Les marchands, « qui faisaient la fortune et la gloire de la grande cité maritime », sont évoqués en premier lieu. Ensuite viennent les porteurs, « [qui] devaient être fort nombreux tant pour charger et décharger les navires » puis les emballeurs destinés à préparer les marchandises au départ soit par voie maritime soit par caravane. Ces trois corporations sont situées dans la ville basse, à proximité des ports. Sont également mentionnés des peseurs de monnaie, car l'activité commerciale amenaient des monnaies diverses qu'il fallait peser à l'aide de trébuchets. Il y a une lacune ensuite, suivie de la mention de fondeurs d'or.
La société punique était constituée de riches marchands et aussi d'une frange de la population moins aisée. Le texte mentionne ensuite la corporation des fabricants de vases, non seulement en poterie mais aussi des ustensiles « en métal (or, argent, cuivre, fer) ou en pierre (marbre, albâtre, etc.) ainsi qu'en argile ». Le doute est permis car Dupont-Sommer évoque le rattachement à la marine avec des matelots, des fabricants de navires et des armateurs, tout en écartant cette possibilité pour des raisons d'intérêt à la construction de la voirie concernée. Le texte parle aussi des personnels des ateliers de fours de potiers ou de briques, activités polluantes localisées hors de la cité, à proximité du rempart. Tlatli considère que les potiers ne se trouvaient pas le long de la voie allant de Byrsa aux ports, argumentant à partir des découvertes d'un quartier consacré à cette activité lors de fouilles menées par Paul Gauckler dans la zone de l'actuel parc des thermes d'Antonin, près de la nécropole de Dermech. Les activités mentionnées apparaissent, écrit Dupont-Sommer, selon leur ordre le long de la rue. La corporation citée par la suite est celle des marchands de colliers (ou voiles) selon Fantar mais de fabricants de sandales selon Dupont-Sommer : cette activité appartenait à l'artisanat du cuir, également polluante et reléguée en périphérie,.
La rue était importante du point de vue commercial et l'on souhaitait « donner un certain relief à l'inauguration de cette importante artère tout en flattant l'amour propre de ceux qui ont contribué à sa réalisation ». Le texte informe sur « la participation de certaines catégories de citoyens à l'édification du réseau de voiries urbaines », la rue étant « une œuvre collective où devaient se manifester la solidarité et la volonté communes des divers corps de métiers proches ou riverains [...] sous le contrôle technique de spécialistes ». Les corporations auraient eu un grand rôle non seulement économique mais aussi édilitaire.
En dépit des incertitudes quant à sa traduction, l'inscription est d'un grand intérêt car elle constitue un témoignage archéologique de l'« importante activité d'extension et de rénovation urbaines dans le dernier siècle de la Carthage punique ». De surcroît, « elle évoque de façon vivante et pittoresque l'activité grouillante de l'illustre cité, l'audacieuse rivale de Rome ».

#### Ouvrages généraux
- Azedine Beschaouch, La légende de Carthage, Paris, Éditions Gallimard, coll. « Découvertes Gallimard / Archéologie » (no 172), 2001, 176 p. (ISBN 2-07-053212-7). .
- Abdelmajid Ennabli, Carthage : les travaux et les jours, Paris, CNRS Éditions, 2020, 493 p. (ISBN 978-2-271-13115-7).
- Edward Lipinski (dir.), Dictionnaire de la civilisation phénicienne et punique, Turnhout, Brepols, 1992, 502 p. (ISBN 2-503-50033-1). .
- Hédi Slim et Nicolas Fauqué, La Tunisie antique : de Hannibal à saint Augustin, Paris, Mengès, 2001, 259 p. (ISBN 2-85620-421-X). .
- Hédi Slim, Ammar Mahjoubi, Khaled Belkhodja et Abdelmajid Ennabli, Histoire générale de la Tunisie, vol. I : L'Antiquité, Paris, Maisonneuve et Larose, 2003, 460 p. (ISBN 2-7068-1695-3). .
- Maurice Sznycer, « La littérature punique », Archéologie vivante, vol. 1, no 2 « Carthage sa naissance sa grandeur »,‎ 1968-1969, p. 141-148. .
- Collectif, Carthage : l'histoire, sa trace et son écho, Paris, Association française d'action artistique, 1995, 319 p. (ISBN 978-2879001968).
- Collectif, Pour sauver Carthage : exploration et conservation de la cité punique, romaine et byzantine, Paris/Tunis, Unesco/INAA, 1992, 251 p. (ISBN 92-3-202782-8).

#### Ouvrages sur la Carthage punique
- Maria Giulia Amadasi Guzzo, Carthage, Paris, Presses universitaires de France, 2007, 127 p. (ISBN 978-2-13-053962-9). .
- Hédi Dridi, Carthage et le monde punique, Paris, Les Belles Lettres, 2006, 287 p. (ISBN 2-251-41033-3).
- Abdelmajid Ennabli et Alain Rebourg, Carthage : le site archéologique, Tunis, Cérès, 1993, 91 p. (ISBN 9973-700-83-X).
- M'hamed Hassine Fantar, Carthage : approche d'une civilisation, Tunis, Alif, 1998, 127 p. (ISBN 9973-22-019-6). .
- M'hamed Hassine Fantar, Carthage : la cité punique, Tunis, Cérès, 2007, 127 p. (ISBN 978-9973-22-019-6 et 9973-22-019-6). .
- M'hamed Hassine Fantar, « Architecture punique en Tunisie », Dossiers d'archéologie, no 200 « La Tunisie, carrefour du monde antique »,‎ 1995, p. 6-17. .
- Serge Lancel, Carthage, Paris, Fayard, 1992, 525 p. (ISBN 2-213-02838-9). .
- Maurice Sznycer, « Carthage et la civilisation punique », dans Claude Nicolet, Rome et la conquête du monde méditerranéen, vol. 2 : Genèse d'un empire, Paris, Presses universitaires de France, 2001 (ISBN 978-2130439134), p. 545-593. .
- Maurice Sznycer, « Nouvelles observations sur le fonctionnement du « marché » et sur certains mécanismes de la vie économique à Carthage d'après les témoignages épigraphiques », Antiquités africaines, vol. 38-39,‎ 2002, p. 325-330 (ISSN 0066-4871, lire en ligne, consulté le 1er juin 2014).
- Salah-Eddine Tlatli, La Carthage punique, étude urbaine : la ville, ses fonctions, son rayonnement, Paris, Adrien-Maisonneuve, 1978, 302 p. .

#### Articles sur l'inscription
- André Dupont-Sommer, « Une nouvelle inscription punique de Carthage », CRAI, vol. 112, no 1,‎ 1968, p. 116-133 (lire en ligne, consulté le 1er juin 2014). .
- Ammar Mahjoubi, « M'hamed Hassine Fantar : Une nouvelle inscription carthaginoise », Comptes-rendus de l'Accademia Nazionale dei Lincei [Rendiconti della Classe di Scienze morali, storiche e filologiche], vIII, vol. XXI, fasc. 7-12,‎ juillet-décembre 1966, p. 201-210.
- Maurice Sznycer, « Sur une nouvelle inscription punique de Carthage », Comptes-rendus du Groupe linguistique d'études chamito-sémitiques, vol. XII,‎ 1967-1968, p. 5-6 (ISSN 0184-6418).